# فرودگاه داج سنتر
فرودگاه داج سنتر (به انگلیسی: Dodge Center Airport) یک فرودگاه همگانی با کد یاتا --- است که یک باند فرود آسفالت دارد. این فرودگاه در کشور ایالات متحده آمریکا قرار دارد .